# Mare de Déu de l'escala
La Mare de Déu de l'escala és una escultura en relleu de marbre de l'escultor Miquel Àngel datada cap a 1491 i que es guarda a la Casa Buonarroti de Florència. L'obra inacabada té unes mides de 55,5 x 40 cm.
És una de la primeres escultures realitzades per Miquel Àngel, prop de quan també va executar la Batalla dels Centaures. Els detalls de com estan realitzats els peus de la Verge fan pensar que és realment una de les seves primeres obres, també anterior a la de la Batalla. Està treballada amb el mateix estil virtuós de Donatello, a la Verge de la Llet, anomenat relleu schiacciato que significa literalment "relleu comprimit".

## Descripció
Vasari la descriu:
| « | No fa molt de temps que Leonardo (el nebot de Miquel Àngel) té també a casa seva, en memòria del seu oncle, el baix relleu d'una Madonna de marbre, de no més gran mida que un braç. Miquel Àngel la va esculpir quan era jove i va copiar l'estil de Donatello amb tant èxit, que sembla obra seva, llevat que posseeix una més gran gràcia al disseny. Leonardo posteriorment va regalar aquesta obra al Duc Cosimo de Mèdici, qui la considera singular, ja que és l'única escultura de baix relleu deixada per Miquel Àngel. | » |

La Mare de Déu es troba representada asseguda, damunt un cub de pedra, el Nen Déu es troba d'esquena assegut sobre seu i mamant. Una escala posada a la part esquerra, es creu, fa referència a un llibre publicat el 1477: Llibre de l'escala del Paradís, amb la metàfora atribuïda a Sant Agustí per la que la Verge es converteix en escala per a la baixada de Jesús a la terra i a la vegada per la que poden pujar, els mortals, al cel. També es creu que els cinc graons representen les cinc lletres del nom de Maria i, seguint amb els símbols, la pedra quadrada on està asseguda podria referir-se a Sant Pere, la roca sobre la qual l'església va ser fundada.
Regalada al Duc Cosimo el 1566, va ser tornada a la família Buonarroti el 1617 romanent des d'aleshores a la Casa Buonarroti.